# Chilton Crane
Chilton Crane est une actrice née à Guelph en Ontario.

## Filmographie

### Cinéma
- 1993 : Allô maman, c'est Noël : la mère de la petite fille
- 1996 : Maternal Instincts : l'infirmière Sue
- 1998 : Tempête de feu : la mère de Tina
- 1999 : Turbulence 2: Fear of Flying : Hazel
- 2000 : Christina's House : Joanne Tarling
- 2000 : Air Bud 3 : Jackie Framm
- 2002 : Flower and Garnet : Donna
- 2002 : Heart of America : Helena Pratt
- 2002 : Tribe of Joseph : Carla Skinner
- 2003 : Destination finale 2 : Mme Gibbons
- 2003 : Little Brother of War : Stephanie
- 2005 : Fetching Cody : Mme Wesson
- 2005 : Terreur en milieu hostile : Evelyn Nash
- 2008 : Tortured : Caren Rusick
- 2011 : Sisters and Brothers : la mère du camarade de classe
- 2011 : 50/50 : la mère dans le bus
- 2014 : Cut Bank : Mme Steeley
- 2015 : Suspension : Vera
- 2015 : The Unspoken : Ruby Harris
- 2017 : Joe Finds Grace : Pauline
- 2017 : The Cannon : Bev
- 2017 : Never Steady, Never Still : Wanda

### Télévision
- 1998 : 21 Jump Street : Peggy (1 épisode)
- 1989 : Unsub : Margaret Grayson (1 épisode)
- 1990 : La Mort de l'incroyable Hulk : Betty
- 1992-1993 : L'As de la crime : Paulene Simmons et Carol Sullivan (2 épisodes)
- 1993 : Street Justice : Mary Peterson (1 épisode)
- 1994-1997 : X-Files : Aux frontières du réel : Sharon Graffa et Margaret Hohman (4 épisodes)
- 1995 : La Légende d'Hawkeye : Rebecca (1 épisode)
- 1995 : Drôle de chance : Lorna Plume (1 épisode)
- 1995 : Highlander : Helen Wells (1 épisode)
- 1996 : Jalousie maternelle : Alisa Wesley
- 1996 : In the Lake of the Woods : Mme Waylan
- 1996 : Madison : Vicki (4 épisodes)
- 1996-1997 : Poltergeist : Les Aventuriers du surnaturel : Anne Lasker et Caroline (2 épisodes)
- 1997 : Double Écho : Helen Jordan
- 1997 : Les Chemins du cœur : Margaret
- 1997-2001 : Au-delà du réel : L'aventure continue : Catharine McCarty, Elaine Tenzer et la femme enceinte (3 épisodes)
- 1998 : Viper : Pamela Riggs (1 épisode)
- 1998 : Traque sur Internet : Holly (1 épisode)
- 1998 : Welcome to Paradox : Helen Hammond (1 épisode)
- 1998 : Da Vinci's Inquest : Barbara Westerman (1 épisode)
- 1998-1999 : La Loi du colt : Lara, Mary et Emma (3 épisodes)
- 1999 : Harsh Realm : Mme Cabot (1 épisode)
- 2000 : Cœurs rebelles : Susan Boyd (1 épisode)
- 2000 : Les Chemins de l'étrange (1 épisode)
- 2000-2001 : Aux frontières de l'étrange : Lisa Thelan (2 épisodes)
- 2001 : Christy: Choices of the Heart : Mary Allen (2 épisodes)
- 2001-2002 : Pasadena : Page Harter-Carter (3 épisodes)
- 2002 : Les Nuits de l'étrange : Mme Hartford (1 épisode)
- 2002-2005 : Cold Squad, brigade spéciale : Wanda Harper (10 épisodes)
- 2003 : La Treizième Dimension : Lorna (1 épisode)
- 2004 : Kingdom Hospital : la petite-amie d'Earl (1 épisode)
- 2004 : Magnitude 10,5 : la mère (2 épisodes)
- 2004 : 5 jours pour survivre : Jan Westville (5 épisodes)
- 2004-2007 : Les 4400 : Susan Farrell (12 épisodes)
- 2005 : Stargate SG-1 : Sheila Jameson (1 épisode)
- 2005 : Terminal City : Samantha Anderson (5 épisodes)
- 2006 : Pour sauver ma fille : Caroline
- 2006-2012 : Supernatural : Mary Lew et Mme Tanner (2 épisodes)
- 2006-2007 : I, Word : Tricia (3 épisodes)
- 2009 : Seule face à l'injustice : Bonnie Alpern
- 2009 : Harper's Island : Karena (1 épisode)
- 2009 : Enquêteur malgré lui : Mme Ryan (1 épisode)
- 2010 : Smallville : une conseillère (1 épisode)
- 2011 : V : Betty Allen (1 épisode)
- 2012 : Fringe : la mère d'Alt Lincoln (1 épisode)
- 2013 : The Killing : Aubrey (1 épisode)
- 2014 : Signed, Sealed, Delivered : la mère d'Ellie (1 épisode)
- 2015 : Une enfance volée : L'Affaire Finaly : Mabel
- 2016 : Les Voyageurs du temps : Cathy Whiteman (1 épisode)
- 2016 : The Romeo Section : Pattie l'infirmière (3 épisodes)
- 2017 : iZombie : Mme Oberman (1 épisode)
- 2018 : Once Upon a Time : Wilda / la sorcière aveugle (3 épisodes)

## Voix françaises
- Frédérique Cantrel dans The L Word (2006-2007)